# Anello F
L'anello F è uno degli anelli esterni di Saturno. È situato al di fuori degli anelli più grandi, ad appena 3.000 km.
Scoperto nel 1979 dal gruppo di analisi delle immagini del Pioneer 11, è spesso soltanto 100 chilometri, ed è tenuto stabile dalla presenza di due satelliti: Prometeo e Pandora che orbitano in prossimità dell'anello F, esternamente ed internamente.
Le immagini della sonda Cassini indicano che l'anello è formato da una struttura costituita da molti piccoli anelli attraversati da noduli, che potrebbero essere accumuli di materiale o minutissimi satelliti, con attorno un'altra struttura spiraleggiante che Prometeo, con la propria attrazione gravitazionale, depaupera di materiale.
Inoltre la gravità della piccola luna crea dei canali e dei ruscelli di polvere nello stesso anello, grazie a queste interazioni gravitazionali. Le dimensioni di queste particelle variano da qualche micrometro a qualche centimetro.
Non era mai stato osservato nulla di simile finora, ma è quello che risulta dalle osservazioni e dalle simulazioni fatte quando Prometeo e Pandora si allontanano e si avvicinano all'anello ogni 14,7 ore.
Risulta inoltre un periodo orbitale di 14h 50m 28s.

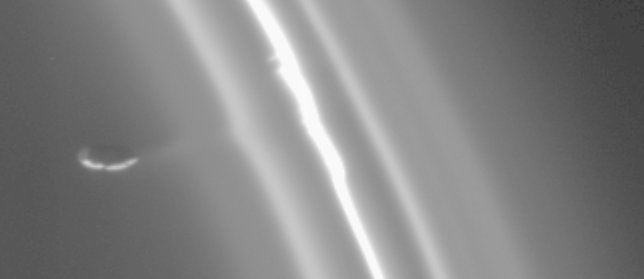
Prometeo e l'anello F

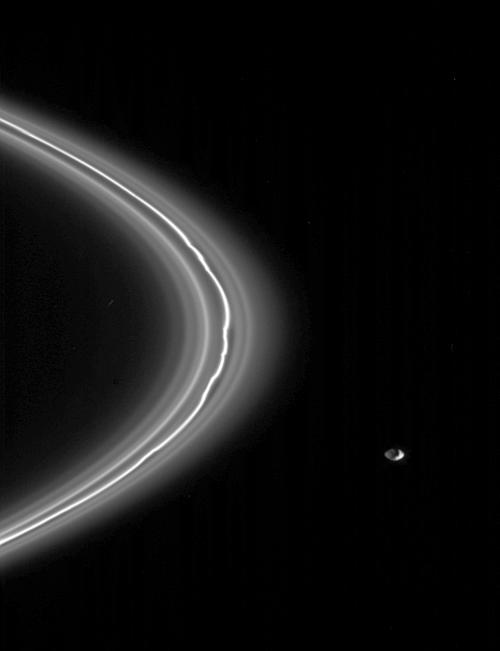
Pandora e l'anello F